# 馬拉開波湖拉蒙特鯰
馬拉開波湖拉蒙特鯰，為輻鰭魚綱鯰形目甲鯰科的其中一種，為溫帶淡水魚，分布於南美洲委內瑞拉馬拉開波湖流域，體長可達18.5公分，棲息在底層水域，生活習性不明。

## 扩展阅读
維基物種上的相關：馬拉開波湖拉蒙特鯰